# Antônio Guilherme Dias Lima
Antônio Guilherme Dias Lima, também conhecido como Coronel Antônio Guilherme (Mata Grande, 1 de fevereiro de 1867 — Ibimirim, 14 de junho de 1951) foi um articulador político e pecuarista brasileiro.

## Biografia
Homem de Inteligência e pioneirismo, cresceu social e politicamente como comerciante e criador. Contudo, iniciou sua vida como tropeiro, carregando peles de animais para Delmiro Gouveia de quem tornou-se parceiro e grande amigo. Era casado com uma prima de nome Maria Oldrado Lima que descende do poderoso Manoel Rodrigues Lima Oldrado. O casamento gerou três filhos: Maria Adalzija Lima, Miguel Artur Lima e Izaura Dias Lima.
Considerado por muitos como um homem inteligente e futurista, gostava de ler e assinava jornais. Tinha prioridade em educação, trazendo de Recife para a pequena povoação de Moxotó uma professora especializada para ensinar a filha. Por influência de seu sogro, Conorel Manoel Oldrado Lima também era portador da comenda de coronel da guarda nacional. Em sua homenagem, após a transferência da sede do Município de Moxotó para Inajá, o grupo Escolar que viria a ser construído na nova sede recebeu o seu nome.

## Principais Realizações
Homem próspero, tornou-se um dos cidadãos mais ricos da região possuindo carro, caminhão e até um Cabriolet, (uma espécie de carruagem). Já em 1932 instalou em sua propriedade uma caldeira que durante o dia puxava um engenho de cana-de-açúcar e uma máquina de despolpar arroz. À noite, essa mesma caldeira fornecia energia elétrica para a cidade de Moxotó.

## Importância Política
Antônio Guilherme pode ser identificado como um Coronel da República Velha e manteve influência política suficiente para ser um dos responsáveis pela criação do Município de Moxotó, em 1928 (desmembrado de Buíque). Lutou arduamente contra a transferência da sede municipal em 1948 para o Distrito de Inajá. Devido sua avançada idade (92 anos, em 1949) pouco pode fazer para impedir a votação e aprovação da lei nº 14, de outubro de 1948, da Câmara Municipal de Moxotó.

## Morte e Sepultamento
Segundo registrado em sua lápide, Antônio Guilherme morreu no dia 14 de setembro de 1951. Seu corpo encontra-se sepultado no Cemitério de Moxotó, em Ibimirim.